# キング・フロイド
キング・フロイド（King Floyd、1945年2月13日 - 2006年3月6日）はアメリカ合衆国ニューオーリンズのソウル歌手。1970年にトップ10入りを果たしたヒット曲「Groove Me」で知られる。

## 幼少期とキャリア初期
キング・フロイドIII世は、1945年2月13日、ニューオーリンズに生まれた。彼のキャリアは、バーボン・ストリートのショー・バーに歌手として出演したことから始まった。その後軍隊に入隊し、除隊後はカリフォルニア州に移住。そこで音楽プロデューサーのハロルド・バティストに出会った。1969年、バティストがアレンジャーとして関わったフロイドのデビュー・アルバム『A Man In Love』がパルサー・レコードよりリリースとなった。この作品はドクター・ジョンやリトル・ミルトンとの共作曲のオリジナル曲を用意して臨んだもののヒットとはならなかった。フロイドは1969年にニューオーリンズに戻り、郵便局員として働くようになった。

## レコーディングの成功
1970年、R&Bのアレンジャー、プロデューサーとして知られたワーデル・カゼアが彼にミシシッピ州ジャクソンのマラコ・レコードで「Groove Me」をレコーディングするよう進言した。同じセッションではジーン・ナイトが「Mr. Big Stuff」をレコーディングしている。
当初「Groove Me」はフロイドの楽曲「What Our Love Needs」のB面としてリリースされたが、ニューオーリンズのラジオDJが「Groove Me」をかけ地元でヒットとなった。これを受けてアトランティック・レコードが全米の配給を行ない、その結果「Groove Me」は米国のR&Bチャート1位、ポップ・チャートでも6位の大ヒットを記録している。このシングルは100万枚以上を売り上げ、1970年12月にRIAAよりゴールドディスクを贈られている。フロイドは米国ツアーをするために郵便局を退職した。続いてのシングル「Baby Let Me Kiss You」は1971年、ビルボードトップ40の29位を記録している。
カゼアとの方向性の相違が露呈し、彼の1973年のアルバム『Think About It』は商業的な成功を収めることはできなかった。しかしながら、アトランティックはこのアルバムの「Woman Don't Go Astray」をシングル・リリースした。1975年のアルバム『Well Done』はTKレコードからリリースとなり、アトランティックが配給元となった。ここからはラリー・ハミルトンが書いた「I Feel Like Dynamite」がシングル・カットされている。ロバート・クリストガウは『Christgau's Record Guide: Rock Albums of the Seventies』(1981年)の中でこのアルバムについて「フロイドのリー・ドーシーやアーロン・ネヴィルを彷彿させる落ち着いたチョコレート風味の歌声は、ニューオーリンズ音楽を追い求める人に高く評価されているものの、安物の海賊盤のようにスキップすることなく、彼が僕をグルーヴさせてくれることはなかった。しかしながら、忘れ去られた地元のヒット曲「I Feel Like Dynamite」でクライマックスを迎える彼のこの4枚目のLPのA面は、ニューオーリンズR&Bのストレートなカリビアン・ミュージック（レゲエも含む）に劣らず魅力的な楽曲を収録しているのである。」

## その後のキャリア
1970年代後半はディスコ・ブームが訪れ、その後のフロイドの楽曲はいすれも同様の成功を掴むには至らなかった。しかし、1995年にはシャギーがレコーディングした「Bombastic」にフロイドの「Baby Let Me Kiss You」がサンプリングで使用され共作者としてクレジットされた。これが大ヒットしている。フロイドは2000年にマラコ・レコードと再びタッグを組みアルバム『Old Skool Funk』をリリースしたが、大きな反響を呼ぶことはできなかった。しかし、彼の1971年の楽曲「Don't Leave Me Lonely」がウータン・クランの1997年のアルバム『Wu-Tang Forever』収録の楽曲「For Heaven's Sake」でサンプリングされ、再び注目を集めることとなった。

## 私生活
フロイドは2006年3月6日、脳卒中と糖尿病の合併症によりカリフォルニア州ジャクソンにて死去した。61歳だった。残された遺族には妻パトリシア・アン・ハバード、3人の子供たち、6人の孫たちなどがいた。

## ディスコグラフィー

### スタジオ・アルバム
| 年                                            | アルバム           | 最高位   | 最高位  | レーベル             |
| 年                                            | アルバム           | 米ポップ | 米国R&B | レーベル             |
| --------------------------------------------- | ------------------ | -------- | ------- | -------------------- |
| 1969                                          | 『A Man in Love』  | —        | —       | Pulsar Records       |
| 1971                                          | 『King Floyd』     | 130      | 19      | Cotillion/Malaco     |
| 1973                                          | 『Think About It』 | —        | —       | ATCO                 |
| 1975                                          | 「Well Done」      | —        | —       | Chimneyville Records |
| 1977                                          | 「Body English'」  | —        | —       | Chimneyville Records |
| 2000                                          | 『Old Skool Funk』 | —        | —       | Malaco Records       |
| "—"はチャートに入らなかったことを示している。 |                    |          |         |                      |

### シングル
| 年                                            | シングル                                  | 最高位   | 最高位 | 最高位 |
| 年                                            | シングル                                  | 米ポップ | US R&B | カナダ |
| --------------------------------------------- | ----------------------------------------- | -------- | ------ | ------ |
| 1970                                          | 「Groove Me」                             | 6        | 1      | 11     |
| 1970                                          | 「Baby Let Me Kiss You」                  | 29       | 5      | 69     |
| 1970                                          | 「Got to Have Your Lovin'」               | —        | 35     | —      |
| 1972                                          | 「Woman Don't Go Astray」                 | 53       | 3      | —      |
| 1973                                          | 「Think About It」                        | ―        | 49     | —      |
| 1973                                          | 「So Much Confusion」                     | ―        | 95     | —      |
| 1974                                          | 「I Feel Like Dynamite」                  | ―        | 35     | —      |
| 1974                                          | 「Don't Cry No More」                     | ―        | 96     | —      |
| 1975                                          | 「We Can Love」(ドロシー・ムーアとの共作) | ―        | 76     | —      |
| 1977                                          | 「Body English」                          | ―        | 25     | —      |
| "—"はチャートに入らなかったことを示している。 |                                           |          |        |        |